# Édouard Wick
Édouard Wick foi um ciclista francês que participava em competições de ciclismo de pista. Representou França na corrida de velocidade nos Jogos Olímpicos de Verão de 1900.